# Macrobathra
Macrobathra (лат.) — род чешуекрылых из семейства роскошных молей (Cosmopterigidae). Встречаются на материках Старого Света. Известно более 100 видов.

## Распространение
Географически Macrobathra распространена в Австралийской, Эфиопской, Палеарктической и Ориентальной областях.

## Описание
Для Macrobathra характерны лабиальные щупики с третьим сегментом длиннее второго, антенна с удлиненным скапусом; ланцетовидное переднее крыло с жилкой R4 стебельчатой с R5, более широкое заднее крыло с жилками Rs и M1, параллельными базально и удаленными друг от друга дистально; в гениталиях самца — симметричный или редко асимметричный социус и вальва с густыми волосками дистально; в гениталиях самки — добавочные бурсы, выходящие из ductus bursae, и corpus bursae с парными сигнами.
К растениям-хозяевам рода Macrobathra относятся виды рода Акация из Fabaceae, Quercus serrata и Q. glauca, Куннингамия ланцетовидная (Cunninghamia lanceolata) из Taxodiaceae.

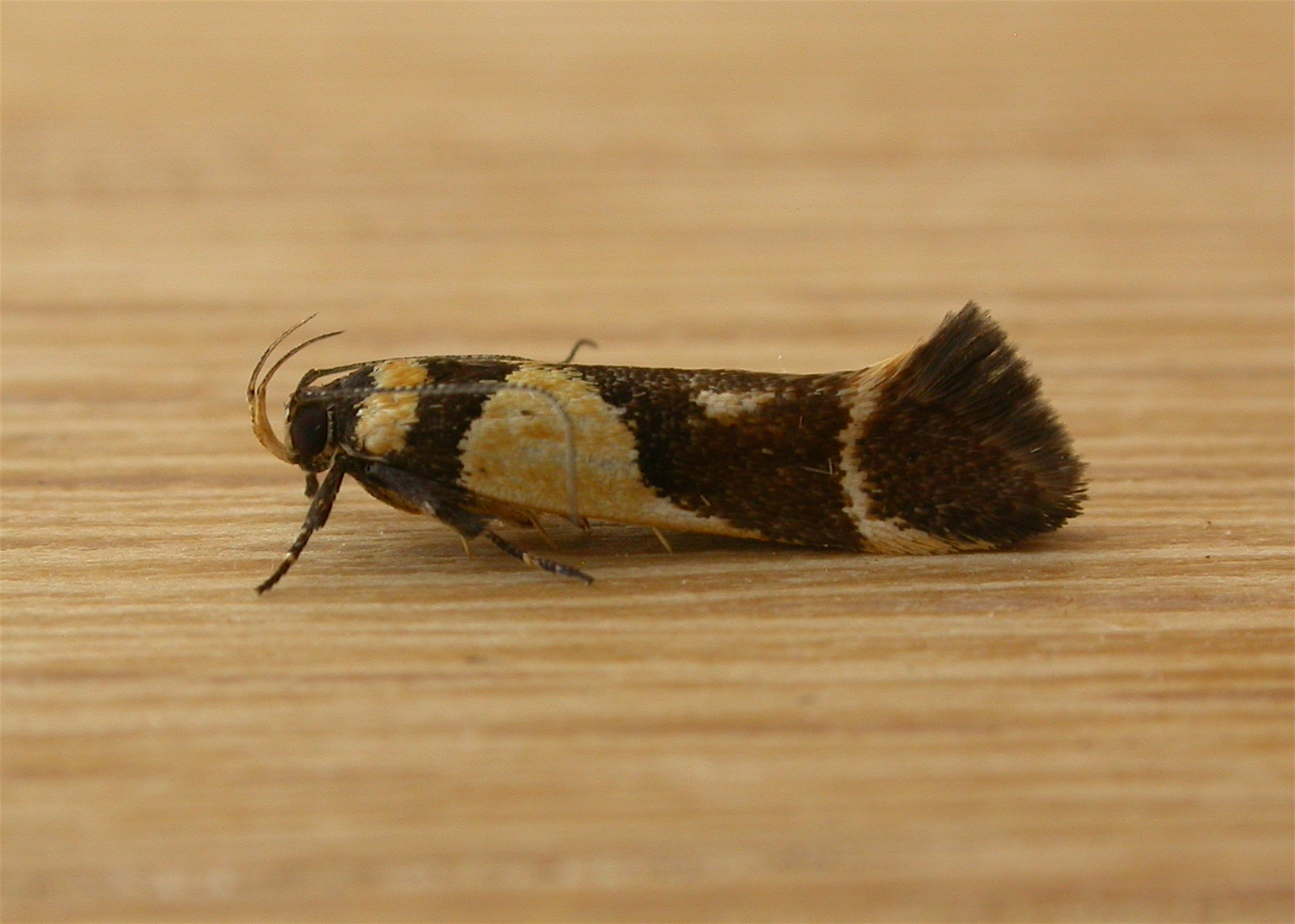
Macrobathra chrysotoxa
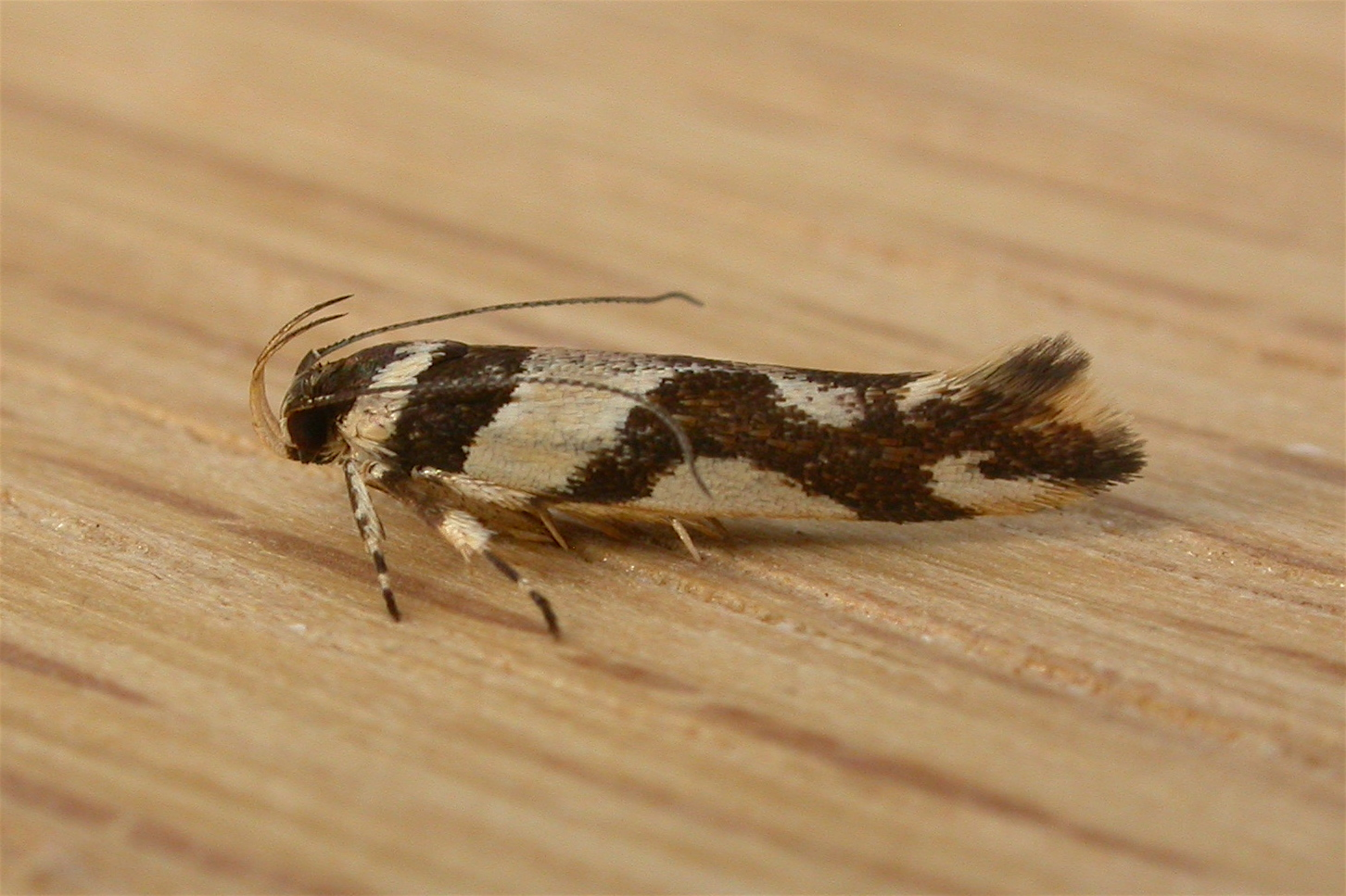
Macrobathra desmotoma

## Классификация
Известно более 100 видов. Macrobathra сходна с Pancalia Stephens, 1829 по лабиальным щупалцам, у которых третий сегмент длиннее второго, передние и задние крылья имеют одинаковый рисунок жилок, а эдеагус не сливается с анеллусом. Macrobathra отличается от Pancalia тем, что переднее крыло имеет отчетливую фасцию и не имеет туберкулярных пятен с металлическим блеском. Род был впервые выделен в 1883 году английским энтомологом Эдвардом Мейриком, а в 1922 году его типовым видом обозначен Macrobathra chrysotoxa Meyrick, 1886.
- Macrobathra aequidistans Zhang & Li, 2023[1]
- Macrobathra afflata Zhang & Li, 2023[1]
- Macrobathra allocrana Turner, 1916
- Macrobathra allophyla (Turner, 1944)
- Macrobathra alternatella (Walker, 1864)
- Macrobathra anacampta Meyrick, 1914
- Macrobathra anemarcha Meyrick, 1886[3]
- Macrobathra anemodes Meyrick, 1886
- Macrobathra aneurae Turner, 1932
- Macrobathra anisodora Meyrick, 1924
- Macrobathra antimeloda Meyrick, 1930
- Macrobathra aphristis Meyrick, 1889
- Macrobathra arneutis
- Macrobathra arrectella (Walker, 1864)
- Macrobathra asemanta Lower, 1894
- Macrobathra astrota Meyrick, 1914
- Macrobathra auratella Viette, 1958
- Macrobathra baculiformis Zhang & Li, 2023[1]
- Macrobathra baliomitra Turner, 1932
- Macrobathra basisticha (Turner, 1936)
- Macrobathra bigerella (Walker, 1864)
- Macrobathra bipunciata Zhang & Li, 2023
- Macrobathra brontodes Meyrick, 1886
- Macrobathra callipetala Turner, 1932
- Macrobathra callispila Turner, 1916
- Macrobathra ceraunobola Meyrick, 1886
- Macrobathra chryseostola Turner, 1932
- Macrobathra chrysospila Meyrick, 1886[3]
- Macrobathra chrysotoxa Meyrick, 1886
- Macrobathra cineralella
- Macrobathra constrictella (Walker, 1864)
- Macrobathra crococephala Meyrick, 1936
- Macrobathra crococosma Meyrick, 1922
- Macrobathra dasyplaca Lower, 1894
- Macrobathra decataea Meyrick, 1914
- Macrobathra deltozona
- Macrobathra desmotoma Meyrick, 1886
- Macrobathra diplochrysa Lower, 1894
- Macrobathra dispila Turner, 1932
- Macrobathra distincta (Walsingham, 1891)
- Macrobathra drosera Lower, 1901
- Macrobathra embroneta Turner, 1932
- Macrobathra epimela (Lower, 1894)
- Macrobathra equestris
- Macrobathra erythrocephala (Lower, 1904)
- Macrobathra eudesma Lower, 1900
- Macrobathra euryleuca Meyrick, 1886
- Macrobathra euryxantha Meyrick, 1886
- Macrobathra euspila Turner, 1932
- Macrobathra fasciata (Walsingham, 1891)
- Macrobathra flavidus F.J. Qian & Y.Q. Liu, 1997[4]
- Macrobathra galenaea Meyrick, 1902
- Macrobathra gastroleuca Lower, 1905
- Macrobathra gentilis
- Macrobathra hamata
- Macrobathra hamaxitodes Meyrick, 1886
- Macrobathra harmostis Meyrick, 1889
- Macrobathra hedrastis
- Macrobathra heminephela Meyrick, 1886[3]
- Macrobathra hemitropa Meyrick, 1886
- Macrobathra heterocera Lower, 1894
- Macrobathra heterozona Meyrick, 1889
- Macrobathra hexadyas Meyrick, 1906
- Macrobathra homocosma Meyrick, 1902
- Macrobathra honoratella (Walker, 1864)
- Macrobathra humilis (Turner, 1933)
- Macrobathra hyalistis Meyrick, 1889
- Macrobathra isoscelana Lower, 1893
- Macrobathra latipterophora H.H. Li & X.P. Wang, 2004[5]
- Macrobathra leucopeda Meyrick, 1886
- Macrobathra leucozancla Turner, 1932
- Macrobathra lychnophora Turner, 1932
- Macrobathra melanargyra Meyrick, 1886
- Macrobathra melanomitra Meyrick, 1886
- Macrobathra melanota Meyrick, 1886
- Macrobathra mesopora Meyrick, 1886
- Macrobathra metallica
- Macrobathra micacea Zhang & Li, 2023[1]
- Macrobathra micropis Lower, 1894
- Macrobathra microspora Lower, 1900
- Macrobathra monoclina
- Macrobathra monostadia Meyrick, 1886
- Macrobathra myriophthalma Meyrick, 1886
- Macrobathra myrocoma
- Macrobathra nephelomorpha Meyrick, 1886
- Macrobathra neurocoma
- Macrobathra nimbifera Turner, 1932
- Macrobathra niphadobola Meyrick, 1886[3]
- Macrobathra nomaea
- Macrobathra notomitra
- Macrobathra notozyga Meyrick, 1914
- Macrobathra ochanota
- Macrobathra paracentra Lower, 1893
- Macrobathra parthenistis Meyrick, 1889
- Macrobathra peraeota Meyrick, 1921
- Macrobathra petalitis
- Macrobathra phernaea Lower, 1899
- Macrobathra philopsamma Lower, 1900
- Macrobathra phryganina Turner, 1932
- Macrobathra platychroa Lower, 1897
- Macrobathra platyzona Turner, 1932
- Macrobathra polypasta Turner, 1932
- Macrobathra pompholyctis Meyrick, 1889
- Macrobathra porphyrea Meyrick, 1886
- Macrobathra proxena Meyrick, 1914
- Macrobathra psathyrodes Turner, 1932
- Macrobathra pyrodoxa
- Macrobathra quercea Moriuti, 1973
- Macrobathra recrepans Meyrick, 1926
- Macrobathra reticulatistria Zhang & Li, 2023[1]
- Macrobathra rhodospila Meyrick, 1886[3]
- Macrobathra rhythmodes Turner, 1916
- Macrobathra rubicundella (Walker, 1864)
- Macrobathra sarcoleuca Meyrick, 1915
- Macrobathra sikoraella (Viette, 1956)
- Macrobathra solidilatata Zhang & Li, 2023[1]
- Macrobathra stenosema Turner, 1932
- Macrobathra subharpalea (Legrand, 1966)
- Macrobathra superharpalea (Legrand, 1966)
- Macrobathra synacta Meyrick, 1920
- Macrobathra synastra Meyrick, 1886
- Macrobathra syncoma Lower, 1899
- Macrobathra terniprocessa Zhang & Li, 2023
- Macrobathra trigonilamella Zhang & Li, 2023[1]
- Macrobathra trimorpha Meyrick, 1889
- Macrobathra trithyra Meyrick, 1886
- Macrobathra vexillariata Lucas, 1901
- Macrobathra vividella (R. Felder & Rogenhofer, 1875)
- Macrobathra xanthoplaca Meyrick, 1902
- Macrobathra xuthocoma Meyrick, 1886[3]
- Macrobathra xylopterella (Walker, 1864)
- Macrobathra zonodesma Lower, 1900